# Округ Кладно
Округ Кладно (чеш. Okres Kladno) је округ у Средњочешком крају, у Чешкој Републици. Административно средиште округа је град Кладно.

## Становништво
Према подацима о броју становника из 2012. године округ је имао 159.133 становника.